# Serdica Peak
Serdica Peak (in lingua bulgara: връх Сердика, Vrach Serdica) è un picco antartico, alto 1.200 m, situato nel Levski Ridge, nei Monti Tangra dell'Isola Livingston, nelle Isole Shetland Meridionali, in Antartide. Il monte è collegato a ovest-sudovest al Silistra Knoll dal Kotel Gap. Si staglia sul Ghiacciaio Macy a ovest, sul Ghiacciaio Boyana a sudovest e al Ghiacciaio Srebarna a sudest. 
Serdica è l'antico nome di Sofia, la capitale della Bulgaria.

## Localizzazione
Il picco è situato alle coordinate 62°40′52.5″S 60°03′22″W, 1,29 km a sud del Great Needle Peak e 2,83 km nord della Aytos Point formata da una sporgenza del picco (mappatura bulgara del 2005 e 2009).

## Mappe
- South Shetland Islands. Scale 1:200000 topographic map. DOS 610 Sheet W 62 60. Tolworth, UK, 1968.
- Islas Livingston y Decepción.  Mapa topográfico a escala 1:100000.  Madrid: Servicio Geográfico del Ejército, 1991.
- S. Soccol, D. Gildea and J. Bath. Livingston Island, Antarctica. Scale 1:100000 satellite map. The Omega Foundation, USA, 2004.
- L.L. Ivanov et al., Antarctica: Livingston Island and Greenwich Island, South Shetland Islands (from English Strait to Morton Strait, with illustrations and ice-cover distribution), 1:100000 scale topographic map, Antarctic Place-names Commission of Bulgaria, Sofia, 2005
- L.L. Ivanov. Antarctica: Livingston Island and Greenwich, Robert, Snow and Smith Islands. Scale 1:120000 topographic map. Troyan: Manfred Wörner Foundation, 2010. ISBN 978-954-92032-9-5 (First edition 2009. ISBN 978-954-92032-6-4)
- Antarctic Digital Database (ADD). Scale 1:250000 topographic map of Antarctica. Scientific Committee on Antarctic Research (SCAR), 1993–2016.